# 皇嗣
皇嗣（こうし、英: Crown Prince）は、皇室典範において、皇位継承順位第1位の皇族を指す呼称。現行の皇室典範では皇嗣のうち、天皇の皇男子には「皇太子（こうたいし）」、天皇の皇孫には「皇太孫（こうたいそん）」の称号を付している。
今上天皇在位中における皇嗣は、その皇弟（傍系）にあたる秋篠宮文仁親王（第125代天皇明仁第2皇男子）であるが、皇室典範には皇弟である者に皇太弟（こうたいてい）の称号を付する定めがないため、秋篠宮文仁親王に対しては称号的な呼称として皇嗣が用いられている。
また明宮嘉仁親王(後の大正天皇)は明治天皇の庶子にあたり、旧皇室典範では皇位継承順序は同等内では嫡庶長幼の順のため、嫡出の弟が生まれた場合は皇位継承順位が繰り下がる可能性があったが、親王が満10歳（明治天皇の后である昭憲皇太后が満40歳）のときに立太子の礼を行い、皇太子となった。（旧皇室典範では皇太子は称号では無く儲嗣たる皇子に与えられる地位であり自動的には確定しなかった。）

## 概要

### 日本
古代、大王位の継承は不安定なものであり、有力な大王位継承者には「大兄」（おおえ）という称号こそ与えられたものの、大兄は必ずしも一人ではなく、大王位継承をめぐって皇族の対立が起きることは珍しくなかった。律令制においては皇位継承順位を明文化していなかったため、天皇の皇子（皇太子）と皇弟（皇太弟）というように、やはり皇位継承をめぐってしばしば権力闘争が起こった。これを防ぐため、天皇は在位中に立太子や立太孫、立太弟をして皇嗣を定めるか、譲位詔書に皇嗣を明記して安定的な皇位継承を行った。さらに摂関政治期や院政期には、天皇の外戚である藤原氏の者や治天の君である太上天皇の意思で皇嗣が冊立された。

### 旧皇室典範での皇嗣
皇室典範（明治二十二年）第九條:
皇嗣精󠄀神󠄀若ハ身體ノ不治ノ重患アリ又ハ重大ノ事故アルトキハ皇族會議及󠄁樞密顧󠄁問ニ諮󠄁詢シ前󠄁數條ニ依リ繼承ノ順序ヲ換フルコトヲ得
同第十條:
天皇崩󠄁スルトキハ皇嗣卽チ踐祚シ祖󠄁宗ノ神󠄀器󠄁ヲ承ク
憲政史上初の皇太子ではない皇嗣は、昭和天皇の弟の秩父宮雍仁親王が皇嗣となった時であるが、その後に昭和天皇に皇子の継宮明仁親王が誕生し、雍仁親王は皇嗣でなくなった。

### 現行制度での皇嗣
皇室典範（1947年 - ）には下記のように記述されている。

皇室典範第三条皇嗣に、精神若しくは身体の不治の重患があり、又は重大な事故があるときは、皇室会議の議により、前條に定める順序に從つて、皇位継承の順序を変えることができる。
同・第四条天皇が崩じたときは、皇嗣が、直ちに即位する。
同・第八条皇嗣たる皇子を皇太子という。皇太子のないときは、皇嗣たる皇孫を皇太孫という。

皇籍離脱は不可になり、皇族費が定額の3倍となり、東宮職（皇嗣職）が担当職員、東宮大夫（皇嗣職大夫）が担当統括者になり、外出の呼び名は「お成り」となる。

## 皇嗣（秋篠宮文仁親王）

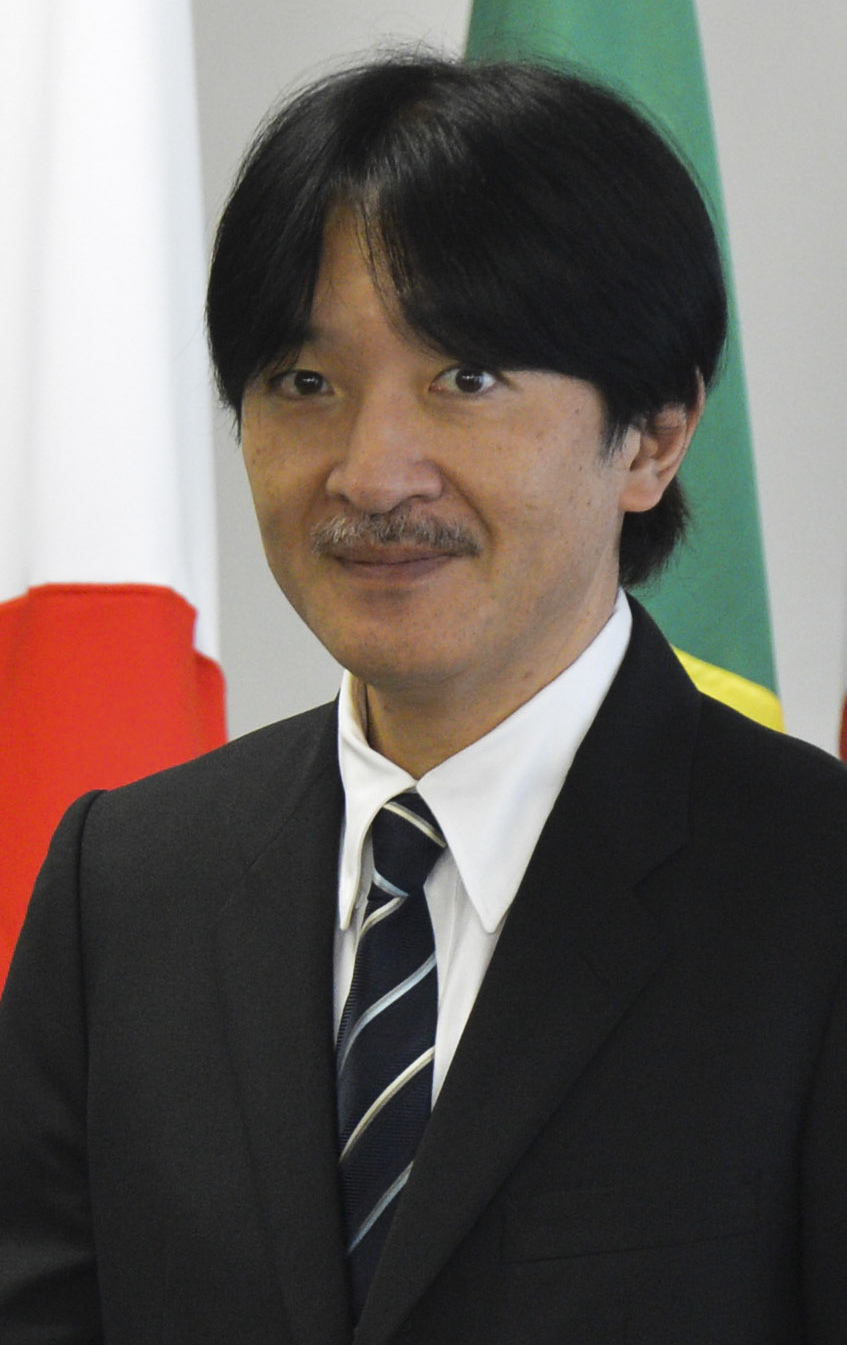
「皇嗣」となった秋篠宮文仁親王

秋篠宮文仁親王が立皇嗣の礼以降使用している皇嗣旗

2017年6月に公布された天皇の退位等に関する皇室典範特例法に基づき、2019年（平成31年）4月30日に第125代天皇明仁が退位し、翌2019年（令和元年）5月1日に第126代天皇徳仁が即位したのに伴い、秋篠宮文仁親王が皇嗣（皇位継承順位第1位の者）となり、呼称は「秋篠宮皇嗣殿下」、「皇嗣殿下」とすることが想定された。そして秋篠宮及び秋篠宮家には家政機関である「皇嗣職」がつき、東宮職と同等の待遇が与えられた。
皇位継承に伴い皇子以外の皇族が皇嗣（皇太子の称号を持つ者が不在）となるのは秩父宮雍仁親王（兄・昭和天皇が1926年に践祚してから甥・明仁親王（当時）が1933年（昭和8年）に誕生するまでの間）以来86年ぶりで、現行の皇室典範の下では初めてである。
政府は、文仁親王が皇嗣になることを広く国民に明らかにする国事行為の立皇嗣の礼の時期などについて、内閣官房や儀式の事務を担う宮内庁が「大礼委員会」を設けて検討した結果、2019年（令和元年）10月に今上天皇が即位を内外に宣明する即位礼正殿の儀に臨んでからおよそ半年後の2020年（令和2年）4月に皇居宮殿正殿・松の間で行う方向となり、調整が進められた。しかし、2020年初頭より世界的に新型コロナウイルス感染症が流行したため、日程は延期された。
2020年（令和2年）11月8日に立皇嗣の礼が行われ、秋篠宮文仁親王が世継ぎであることが内外に宣明された。
なお、「令和」の元号が発表された2019年4月1日の翌2日に、厚生労働省の委託により新しい手話を考案している全国手話研修センターの日本手話研究所により、令和と共に皇嗣を表す手話が発表されている。